# Kościół św. Jadwigi Śląskiej i Najświętszej Maryi Panny Królowej Polski w Byczynie
Kościół świętej Jadwigi Śląskiej i Najświętszej Maryi Panny Królowej Polski w Byczynie – rzymskokatolicki kościół parafialny należący do parafii pod tym samym wezwaniem (dekanat radziejowski diecezji włocławskiej).
Jest to świątynia wzniesiona w 1882 roku. Budowla jest murowana i reprezentuje styl neogotycki. Najcenniejszym zabytkiem w świątyni jest chrzcielnica w stylu rokokowym, wykonana w drugiej połowie XVIII wieku. W neogotyckim ołtarzu głównym umieszczony jest barokowy obraz Najświętszej Maryi Panny z Dzieciątkiem, namalowany w połowie XVII wieku. Oprócz tego w kościele znajduje się monstrancja w stylu barokowym, powstała w drugiej połowie XVII wieku.
W świątyni znajduje się tablica pamiątkowa poświęcona proboszczowi ks. Wincentemu Wrzalińskiemu, zamordowanemu przez Niemców w KL Dachau. 